# Gielchien
Gielchien (ros. Гельхен) – wieś w Rosji, w Dagestanie, w rejonie kurachskim. W 2010 liczyła 577 mieszkańców, głównie Lezginów.